# Domenico Antonio Donbattista
Domenico Antonio Donbattista (Scorrano, 24 maggio 1671 – Roma, 24 luglio 1739) è stato un presbitero italiano.

## Biografia
Domenico Antonio Donbattista, anche se per errore, attualmente, risulta Battisti, è stato un sacerdote scorranese, canonico della Basilica di San Pietro, fondatore dell'omonima biblioteca comunale e della scuola elementare a lui dedicata. Visse gran parte della sua vita sacerdotale a Roma, possessore di una ricca biblioteca (tra i testi numerosi atlanti lunari, libri illustrati, testi con legature di pregio, testi andati perduti) e di svariati telescopi e strumenti ottici (anche questi andati perduti). 
Fece parte a Scorrano dell'Accademia degli Intrepidi e a Roma dell'Accademia dell'Arcadia col nome di Laudeno. Dotato di grande cultura, fu poeta, conoscitore delle più importanti lingue classiche (latino, greco, ebraico, aramaico), astronomo, appassionato di biblioteconomia, di arte e di scienze esoteriche.
Era fratello del notaio Berardino.